# 坪内為雄
坪内 為雄（つぼうち ためお、1906年 - 1999年） は、日本の機械工学者。東北大学名誉教授。元日本機械学会副会長。元日本伝熱研究会会長。

## 人物・経歴
静岡県三島市生まれ。第一高等学校在学中の1923年に日本メソジスト教会牛込教会で洗礼を受ける。1932年東北帝国大学工学部機械工学科卒業、東北帝国大学工学部助手。1936年東北帝国大学助教授。1945年東北帝国大学教授。1959年東北大学工学博士、日本機械学会賞受賞。1969年定年退官、東北大学名誉教授、東北学院大学教授、日本伝熱研究会会長、日本機械学会副会長。1971年日本機械学会名誉員。1976年勲二等瑞宝章受章。